# Plumatella
Plumatella is een geslacht van mosdiertjes uit de  familie Plumatellidae.

## Soorten
- Plumatella africana (Wiebach, 1964)
- Plumatella agilis (Marcus, 1942)
- Plumatella angarensis Vinogradov, 1985
- Plumatella bigemmis Annandale, 1919
- Plumatella bombayensis Annandale, 1908
- Plumatella bushnelli Wood, 2001
- Plumatella campanulata Linnaeus, 1767
- Plumatella carvalhoi (Marcus, 1942)
- Plumatella casmiana Oka, 1907
- Plumatella chulabhornae Wood et al., 2006
- Plumatella crassipes Wiebach, 1974
- Plumatella diwaniensis (Rao, Agrawal, Diwan & Srivastava, 1985)
- Plumatella emarginata Allman, 1844
- Plumatella evelinae (Marcus, 1941)
- Plumatella fruticosa Allman, 1844
- Plumatella fungosa (Pallas, 1768)
- Plumatella ganapati Rao, Agrawal, Diwan & Shrivastava, 1985
- Plumatella geimermassardi Wood & Okamura, 2004
- Plumatella incrustata Abrikosov, 1925
- Plumatella indica Annandale, 1915
- Plumatella jariensis Wood & Okamura, 2017
- Plumatella javanica Kraepelin, 1906
- Plumatella kisalensis Wood, 2020
- Plumatella longa Abrikosov, 1925
- Plumatella longigemmis (Annandale, 1915)
- Plumatella marcusi Wiebach, 1970
- Plumatella marlieri Wiebach, 1970
- Plumatella mukaii Wood, 2001
- Plumatella nitens Wood, 1996
- Plumatella nodulosa Wood, 2001

- Plumatella orbisperma Kellicott, 1882
- Plumatella osburni (Rogick & Brown, 1942)
- Plumatella patagonica Wiebach, 1974
- Plumatella philippinensis Kraepelin, 1887
- Plumatella pirassununga Wood & Okamura, 2017
- Plumatella princeps Kraepelin, 1887
- Plumatella pseudostolonata Borg, 1940
- Plumatella recluse Smith, 1992
- Plumatella repens (Linné, 1758)
- Plumatella reticulata Wood, 1988
- Plumatella rieki Wood, 1998
- Plumatella ruandensis Wiebach, 1964
- Plumatella rugosa (Wood et al., 1998)
- Plumatella sedimentata Vinogradov, 1985
- Plumatella serrulata Lacourt, 1947
- Plumatella siamensis Wood et al., 2006
- Plumatella sibiriensis Vinogradov, 1985
- Plumatella similirepens Wood, 2001
- Plumatella siolii Wiebach, 1970
- Plumatella suwana Wood et al., 2006
- Plumatella tanganyikae Rousselet, 1907
- Plumatella testudinicola Annandale, 1912
- Plumatella timwoodi Taticchi, Elia, Todini & Prearo, 2011
- Plumatella trasimenica , Elia, Todini & Prearo, 2011
- Plumatella vaihiriae (Hastings, 1929)
- Plumatella velata Wood, 1998
- Plumatella viganoi Taticchi, 2010
- Plumatella vitrea (Hyatt, 1866)
- Plumatella wiebachi Wood, 2020

Niet geaccepteerde soorten:
- Plumatella stricta Allmann, 1856 → Plumatella emarginata Allmann, 1844
- Plumatella vorstmani Toriumi, 1952 → Rumarcanella vorstmani (Toriumi, 1952)